# Anna Löwenstein
Anna Löwenstein (Egyesült Királyság, 1951. március 8. –) angol írónő, eszperantista. 2019-ben megkapta az év eszperantistája díjat.

## Életútja
Nemzetközileg ismert eszperantista. 1977–1981 között a Nemzetközi Eszperantó Szövetségnél dolgozott. Anna Brennan néven alapította és szerkesztette (1979–1988 között) Sekso kaj egaleco (Nemek és egyenlőség) című folyóiratot, 1983–1986 között a Kontakto folyóirat szerkesztője. Novellákat és regényeket írt. Ezek közül legismertebb a Kőváros (angolul The Stone City, 1999, eszperantóul La Ŝtona Urbo, 1999), amelyet maga fordított le eszperantóra. Ebből készült a magyar fordítás.
2001-től az Eszperantó Akadémia tagja. Renato Corsetti eszperantista felesége, akivel 1981-től 2015-ig Olaszországban élt, majd Angliába költöztek. Két gyermekük van. A családban eszperantóul beszélnek.

## Kötetei
- La Ŝtona Urbo (A kőváros), Anvers, Flandra Esperanto-Ligo, 1999. Magyar fordítása: A kőváros, Világhírnév Kiadó, Kolozsvár, 2014. Eszperantóból fordította: Szász Lenke, ISBN 978-606-93239-9-1)
- Morto de artisto (A művész halála), Anvers, Flandra Esperanto-Ligo, 2008.
- Ksenofobia gvidlibro al la italoj (Idegengyűlölő útmutató olaszoknak), 2006 (fordítás)
- Rusoj loĝas en Rusujo (Az oroszok Oroszországban laknak), 2007 (szerkesztő)

## Fordítás
- Ez a szócikk részben vagy egészben  az   Anna Löwenstein című angol Wikipédia-szócikk fordításán alapul.  Az eredeti cikk szerkesztőit annak laptörténete sorolja fel. Ez a jelzés csupán a megfogalmazás eredetét és a szerzői jogokat jelzi, nem szolgál a cikkben szereplő információk forrásmegjelöléseként.
- Ez a szócikk részben vagy egészben  az   Anna Löwenstein című eszperantó Wikipédia-szócikk fordításán alapul.  Az eredeti cikk szerkesztőit annak laptörténete sorolja fel. Ez a jelzés csupán a megfogalmazás eredetét és a szerzői jogokat jelzi, nem szolgál a cikkben szereplő információk forrásmegjelöléseként.